# Jade Boho
Jade Boho Sayo (Valladolid, España, 30 de agosto de 1986), conocida como Jade, es una exfutbolista profesional que jugaba como delantera.Pasó la mayor parte de su carrera en clubes de España, pero también compitió en Inglaterra y Suiza. Nacida y criada en España de padre español y madre ecuatoguineana, ha representado a España y Guinea Ecuatorial en categorías sub-19 y absoluta, respectivamente. 
Aunque su identidad podría sugerir que el apellido paterno de su padre es Boho y el de su madre es Sayo, esto no es así. Se trata en realidad de los apellidos de su madre, Lourdes Cristina Boho Sayo, una ecuatoguineana que emigró a España, se nacionalizó española y trabajó como actriz, teniendo un rol en la película Dust, de 1985. Esto se debe a que Jade nunca conoció a su padre, un vallisoletano (español) cuya identidad se desconoce, y fue su madre quien se encargó de cuidarla durante su crecimiento.

## Carrera internacional
Pese a jugar en 2003/2004 con la selección española sub-19, con la que se convirtió campeona de Europa en 2004 tras derrotar en la final a Alemania en Finlandia, así como también participar en la Copa Mundial Femenina de Fútbol Sub-19 de 2004, donde marcó dos goles, en 2010 decidió jugar con la selección absoluta de Guinea Ecuatorial. Ese mismo año se proclamó subcampeona de la Copa de África con la selección absoluta ecuatoguineana. 
En junio de 2011, Jade y su selección fueron sancionados por dos meses por no presentar el requisito legal de renuncia a la nacionalidad española, lo que le impidió jugar el Mundial de Alemania con Guinea Ecuatorial.
En septiembre de 2011, Jade afirmó que no volvería a jugar para Guinea Ecuatorial. Sin embargo, revirtió su decisión y regresó en junio de 2012 para jugar un amistoso contra la República Democrática del Congo y, en noviembre de ese mismo año, se proclamó campeona de África con el 'Nzalang' (así se le conoce en su país a su selección), tras ganar a Sudáfrica por 4-0. Siguió siendo una habitual en las convocatorias ecuatoguineanas hasta los partidos jugados en abril de 2016. Posteriormente, la selección sufrió sanciones y eliminaciones por parte de la FIFA y la CAF debido a alineaciones indebidas, aunque no por Jade esta vez, y con ello Jade no tiene más participación con la selección.

## Clubes
| Club                    | País       | Año         |
| ----------------------- | ---------- | ----------- |
| AD Orcasitas            | España     | 2000 - 2003 |
| AD Torrejón CF          | España     | 2003 - 2007 |
| Rayo Vallecano          | España     | 2007 - 2013 |
| Club Atlético de Madrid | España     | 2013 - 2014 |
| Rayo Vallecano          | España     | 2014 - 2015 |
| Bristol Academy         | Inglaterra | 2015 - 2016 |
| Reading FC              | Inglaterra | 2016 - 2017 |
| Madrid C.F.F.           | España     | 2017 - 2018 |
| EDF Logroño             | España     | 2018 - 2021 |
| Servette FC             | Suiza      | 2021 - 2022 |
| Alhama Club de Fútbol   | España     | 2022 - 2023 |

## Palmarés
Rayo Vallecano
- Primera División Femenina de España: 2008-09, 2009-10, 2010-11
- Copa de la Reina de Fútbol: 2008

Selección Española sub-19
- Campeona de Europa: 2004 (Con gol incluido en la final ante Alemania)

Selección femenina de fútbol de Guinea Ecuatorial
- Campeona de África: 2012

## Vida personal
Aunque nacida en Valladolid, Jade vive en Madrid desde los tres meses.
Es abiertamente lesbiana.